# Конфедерація Махан
Конфедерація Махан (I ст. до н. е. —291 роки) — союз протокорейських племен, один з Самхан. Став основою для формування держави Пекче.

## Історія
Утворилося з частин протодержав і племінних союзів Чінгук і Кочосон, внаслідок міграцій з цих держав на південь Корейського півострова. Наступна хвиля міграцій відбулася після 108 року до н. е., коли на півночі півострова було встановлено китайську владу. Відбувалося постійне переселення в ці родючі місця груп когурьоського і пуйоського населення
Багатство бронзових артефактів та виробничих приміщень свідчить про те, що Махан, мабуть, був найдавнішим із трьох ханів Самхану
Пануючим містом-державою стало Мокчі. З початку III ст. їй кинуло виклик місто-держава Пекче. До 234 року Пекче завоювало і увібрало в себе племена махан на території сучасної провінції Кьонгі. Втім боротьба з Мокчі тривала до 290—291 року, коли зрештою перемогу здобула Пекче, об'єднавши Північний й Центральний Махан.
Але Південний Махан (долина річки Йонсан), що складався з союзу 20 вождівств, зберігав незалежність до другої половини IV ст. Очільники південномаханського союзу в боротьбі проти Пекче спиралися на допомогу китайської імперії Цзінь та японської держави Ямато.

## Територія й населення
В період найбільшого піднесення конфедерації охоплювала більшу частину басейну річки Хан та сучасних провінцій Кьонгі, Чхунчхон та Чолла.
Етнотопонім махан відноситься до особливої групи протокорейсиктх етногруп. Населення Махан, згідно з китайськими джерелами середини III ст, сягала близько 100 тис. дворів, тобто 400—500 тис. осіб.

## Устрій
Конфедерація являла союз з 54 племен на чолі із вождями. Очолювала конфедерацію племенний союз або місто-держава Мокчі. Володарі часто йменувалися ванами.
Племена у складі конфедерації відрізнялися між собою високим ступенем політичної різнобарв'я. Відповідно до китайських джерел ті з них, що були розташовані далеко від китайських володінь в північній Кореї, були менш розвиненими. У той же час вождества долини річки Хан, які підтримували регулярні контакти з трьома китайськими округами, вважалися китайцями більш цивілізованими.

## Господарство
Основу становили землеробство (вирощували насампернед рис, особливо в Центральному і Південному Махані) й ремісництво, насамперед ткацтво і шовківництво. Поширено було також збиральництво та розведення свійських птахів, зокрема довгохвостих курей.

## Культура і побут
Селища не мали планування або кварталів, також не було міських стін. Житла були схожі на землянки. Цінувалися перли, якими рясно прикрашали костюми та себе.
Зазвичай ходили з непокритою головою, завязиваалі волосся на тімені. Халати полотняні, сандалі робили з соломи. Верхової їзди не було.
Відмінною рисою ритуальної культури південномаханських вождеств кінця III — початку IV ст. стали поховання
знаті в керамічних посудинах («онгванмьо»), над якими споруджувався земляний курган значних розмірів.